# Lonchophylla fornicata
Lonchophylla fornicata — вид родини листконосові (Phyllostomidae), ссавець ряду лиликоподібні (Vespertilioniformes, seu Chiroptera).

## Середовище проживання
Вид із західної Колумбії і західного Еквадору.